# Хуан Цян
Хуан Цян (кит. 黄强, род. апрель 1963, Дунъян, Чжэцзян) — китайский государственный и политический деятель, губернатор провинции Сычуань со 2 декабря 2020 года.
Ранее первый вице-губернатор провинций Хэнань (2018—2020) и Ганьсу (2017—2018).
Член Центрального комитета Компартии Китая 20-го созыва.

## Биография
Родился в апреле 1963 года в уезде Дунъян городского округа Цзиньхуа, провинция Чжэцзян.
В сентябре 1979 года поступил на авиационно-электротехнический факультет Северо-Западного политехнического университета в Сиане. После окончания вуза в июле 1983 года принят на работу в Специальное научно-исследовальское бюро Сианьского авиационного конструкторского института Министерства авиационной промышленности КНР, где прошёл трудовой путь от рядового конструктора до главы бюро. В июне 1985 года вступил в Коммунистическую партию Китая. С октября 1994 года — заместитель директора Сианьского авиационного конструкторского института и первый замдиректора Научно-технической промышленной корпорации. В апреле 2000 года возглавил Сианьский авиационный конструкторский институт.
В апреле 2003 года занял должности директора 1-го авиаконструкторского научно-исследовательского института, заместителя секретаря партотделения КПК и директора Шанхайского авиаконструкторского научно-исследовательского института. В январе 2006 года — первый заместитель секретаря партбюро КПК Комитета оборонной науки, техники и оборонной промышленности КНР, с марта 2007 по январь 2008 гг. проходил обучение на годичных курсах в Центральной партийной школе КПК. В июне 2008 года вступил в должность заместителя директора Государственного управления оборонной науки, техники и промышленности.
В январе 2014 года назначен вице-губернатором провинции Ганьсу. В марте 2017 года вошёл в состав Постоянного комитета парткома КПК провинции, став заместителем секретаря КПК партбюро Народного правительства Ганьсу. В следующем месяце повышен до первого вице-губернатора. 24 февраля 2018 года избран депутатом Всекитайского собрания народных представителей 13-го созыва.
В июне 2018 года переведён на аналогичную должность первого вице-губернатора в провинцию Хэнань, вошёл в состав Постоянного комитета парткома КПК провинции. С 25 октября по 30 ноября 2019 года в связи с переводом Чэнь Жуньэра исполнял обязанности губернатора Хэнани.
В декабре 2020 года направлен в Сычуань заместителем секретаря парткома КПК, заместителем губернатора и временно исполняющим обязанности губернатора провинции. 2 февраля 2021 года решением 4-й сессии Собрания народных представителей провинции утверждён в должности губернатора Сычуани.